# Hipoalbuminemia
Hipoalbuminemia é a baixa concentração de albumina no corpo.
Considera-se que um paciente humano está com hipoalbuminemia quando a concentração de albumina no plasma fica abaixo de 3,5g/dl. Entre as causas possíveis está a desnutrição, especialmente nos casos de redução da oferta de aminoácidos. Também pode ser causada por fatores de estresse, como cirurgias, traumas, infecções, irradiação e queimaduras. 
No Brasil, uma resolução da Anvisa desaconselha a administração de albumina para pacientes com esse quadro.